# Будка КОРа
Будка КОРа — упразднённый населённый пункт в Кумторкалинском районе Республики Дагестан Российской Федерации. Исключен из учётных данных в 1975 г.

## Географическое положение
Располагался на канале имени Октябрьской революции в месте пересечения его автомобильной дорогой «трасса Кавказ — Алмало», в 1,5 км (по прямой) к юго-востоку от села Алмало.

## История
Населённый пункт возник в 1920 годы в связи со строительством канала имени Октябрьской революции (КОРа). Учтён в переписи 1939 года, как населённый пункт Кумторкалинского сельсовета Кумторкалинского района.
Указом ПВС ДАССР от 24.09.1975 г. Будка КОРа исключена из учётных данных.

## Население
По переписи 1939 года в населенном пункте проживало 7 человек, в том числе 4 мужчины и 3 женщины.